# Ravnenes Saga
Ravnenes Saga er det danske folk metal-band Svartsots debutalbum, der blev udgivet i november 2007.

## Trackliste
1. "Gravøllet"
2. "Tvende Ravne"
3. "Nidvisen"
4. "Jotunheimsfærden"
5. "Bersærkergang"
6. "Hedens Døtre"
7. "Festen"
8. "Spillemandens Dåse"
9. "Skovens Kælling"
10. "Skønne Møer"
11. "Brages Bæger"
12. "Havets Plage"
13. "Drekar" (Limited edition-bonus)
14. "Hævnen" (Limited edition-bonus)